# Xian de Jia (Henan)
Pour les articles homonymes, voir Jia (homonymie).
Le xian de Jia (郏县 ; pinyin : Jiá Xiàn) est un district administratif de la province du Henan en Chine. Il est placé sous la juridiction de la ville-préfecture de Pingdingshan.

## Démographie
La population du district était de 555 894 habitants en 1999.